# Silnice II/503
Silnice II/503 je silnice II. třídy v Nymburku. Prochází městem v původní trase silnice I/38 před vybudováním obchvatu Nymburka v roce 2010.
Silnice začíná severně od města na kruhovém objezdu na silnici I/38, prochází městem, kde překonává nadjezdem železniční trať 061 a řeku Labe.
Ve městě je vedena v souběhu se silnicemi II/331 a II/330.
Dále prochází obcemi Kovanice a Chvalovice, za kterými se na napojuje zpět na silnici I/38.